# Szyfrogram (szaradziarstwo)
Szyfrogram (od: „szyfr” + gr. gramma „znak, pismo, litera, zapis”) – rodzaj diagramowego lub bezdiagramowego zadania umysłowego polegającego na odgadnięciu na podstawie podanych definicji wyrazów klucza pomocniczego, wstawieniu ich w miejsca lub pola zaszyfrowane liczbami, a następnie, po ułożeniu liter zgodnie z numeracją, odczytaniu zaszyfrowanego hasła stanowiącego zasadnicze rozwiązanie zadania. Liczby w tekście rozwiązania nie mogą się powtarzać, a więc każdej literze rozwiązania odpowiada jedna liczba. W szyfrogramie występuje zatem dokładnie tyle liczb, ile liter składa się na końcowe rozwiązanie. Im dłuższe są wyrazy klucza pomocniczego, tym zadanie szaradziarsko jest bardziej wartościowe.

## Odmiany szyfrogramu
- szyfrogram tautogramowy – wszystkie wyrazy klucza pomocniczego zaczynają się tą samą literą
- szyfrogram rysunkowy – wyrazy klucza pomocniczego są zdefiniowane rysunkami
- szyfrogram lipogramowy – szyfrogram, w którym w wyrazach klucza pomocniczego (i hasła końcowego) nie występuje jedna lub kilka liter (najczęściej często występująca w alfabecie samogłoska)
- szyfrogram podwójny – szyfrogram, w którym wszystkie litery klucza pomocniczego występują dwukrotnie w dwóch diagramach w różnych słowach i deszyfrują się wzajemnie
- szyfrogram tematyczny – wszystkie wyrazy klucza pomocniczego są powiązane tematycznie
- szyfrogram-alfabetka – szyfrogram, w którym definicje wyrazów klucza pomocniczego podane są w przypadkowej kolejności, zaś w diagramie ujawniono w kolejnych wyrazach klucza pomocniczego dodatkowy ciąg liter występujących w kolejności alfabetycznej. Dodatkowe ujawnione litery nie wchodzą w skład końcowego rozwiązania szyfrogramu